# مايا ستلاي
| |  |                                                                                                 |
| نُصب «ستيلا 51» من موقع كالاكمول الأثري والذي يرجع تاريخه إلى عام 731م، وهو النُصب الأكثر حفظاً من المدينة. ويصوّر الملك يوكنوم توك كاويل. |  | تمثال «ستيلا إتش» المنحوت بتقنية النقش البارز-المرتفع الدائري من مدينة كوبان الأثرية في هندوراس |

مايا ستلاي هي نصب تذكارية صُنعت من قبل حضارة المايا في أمريكا الوسطى القديمة . وهي تتكون من أعمدة حجرية طويلة منحوتة وغالبا ما ترتبط بالحجارة الدائرية المنخفضة التي يشار إليها باسم المذابح، على الرغم من أن وظيفتها الفعلية غير مؤكدة. نحتت هذه الآثار في جميع أنحاء منطقة المايا خلال الفترة الكلاسيكية (250-900 ميلادية) وتعتبر هذه الأزواج من اللوحات المنحوتة والمذابح الدائرية سمة مميزة لحضارة المايا الكلاسيكية.
أقدم اللوحات تم العثور عليها في الموقع في الأراضي المنخفضة في المايا من مدينة تيكال في غواتيمالا . وخلال  الفترة الكلاسيكية، رفعت كل مملكة مايا تقريبا في الأراضي المنخفضة الجنوبية الصفائح في مركزها الاحتفالي. 
يعود تاريخ إنتاج اللوحات من قبل المايا إلى حوالي 400 قبل الميلاد واستمر حتى نهاية الفترة الكلاسيكية، حوالي 900 ، على الرغم من إعادة استخدام بعض الآثار في ما بعد الكلاسيكي (900-1151).
تم تسجيل المئات من اللوحات في منطقة المايا، مما يدل على اختلاف الأسلوب. العديد منها عبارة عن بلاطات مستقيمة من  الحجر الجيري المنحوت على وجه واحد أو أكثر، مع وجود أسطح متوفرة منحوتة بأشكال منحوتة بنقوش ورسومات هيروغليفية.
كانت اللوحات عبارة عن رايات حجرية تم رفعها لتمجيد الملك وتسجيل أعماله، على الرغم من أن أقدم الأمثلة تصور مشاهد أسطورية . تطورت الصور طوال الفترة الكلاسيكية، مع لوحات كلاسيكية مبكرة (حوالي 250-600) تعرض خصائص غير مايا من القرن الرابع فصاعدا، مع تقديم صور مرتبطة بالمدينة المكسيكية المركزية. تراجع هذا التأثير في القرن الخامس.وفي أواخر القرن الخامس، بدأ ملوك المايا في استخدام اللوحات لإحياء نهاية الدورات التراجعية . في أواخر العصر الكلاسيكي (حوالي 600-900) ، تم عرض الصور المرتبطة بلعبة كرة القدم في أمريكا الوسطى، والتي تظهر مرة أخرى التأثير من وسط المكسيك.